# Green Green
Green Green (グリーングリーン Gurīn Gurīn?) es una serie de anime adaptada de una novela visual, que consta de 12 episodios y 2 ovas realizadas por el Estudio Matrix, creada por Grooverny transmitida entre julio y septiembre de 2003.
La serie no estaba prevista para ser distribuida fuera de Japón, sin embargo, Media Blasters licenció la serie para su distribución en Estados Unidos, que se realizó en el 2006. Fue estrenada en los Estados Unidos en el canal Toku en enero del 2016.

## Historia
Hubo dos "amantes a quienes se les prohibió estar juntos en el pasado y prometieron volver a renacer para así casarse y ser felices para siempre". Este es el prólogo de la serie, explicando así que Midori y Yuusuke son dichos amantes.
La historia se desarrolla en la escuela "Kanenone Gakuen", que es una escuela para chicos, que acoge a un grupo de chicas provenientes de otro instituto durante el verano durante un tiempo, a modo de prueba para ver si "Kanenone" puede volverse más adelante una escuela mixta. Sin embargo, los chicos de la misma lo ven únicamente como una oportunidad para tener relaciones sexuales.
En cuanto llegan las chicas a la escuela y se abren las puertas del autobús en el que venían, aparece de la nada una chica llamada Midori, quien al ver a Yuusuke se lanza sobre él.
Así es como la vida del pobre Yuusuke cambia de repente, sin tener la más remota idea de quién es Midori ni de la leyenda, pero los amigos de este (Bacchi-Gu, Tenjin y Ichiban-boshi) aprovecharán todas las oportunidades posibles para hacer sus sueños realidad.

## Personajes
Yuusuke Takazaki (高崎 祐介 Takazaki Yūsuke?)
 Seiyū: Ken Takeuchi (anime) y Atsushi Kisaichi (Primera Ova solamente) (juego)
Ordinario, agradable, y quizá un poco paranoico, Yuusuke es el protagonista masculino típico que uno encontraría en la mayoría de series anime. Es amigo del trío de idiotas, con quienes comparte todo menos con sus intereses "pervertidos". Sin embargo, él generalmente se encuentra en situaciones así por culpa el trío o también por Midori, que terminan a menudo en malentendidos de sus intenciones. Por alguna razón, Midori parece conocer a Yuusuke. Yuusuke no tiene ninguna idea de quién es ella y al principio la empuja lejos, sin hacerle caso y tratándola mal. Él se reenamora de ella después de que Midori le besase, lo cual le hace recuperar la memoria. Esto, junto a los sentimientos que sentía hacia Futaba, forma un triángulo amoroso.
Midori Chitose (千歳 みどり Chitose Midori?)
 Seiyū: Sara Nakayama
La protagonista principal, Midori, es una muchacha saliente y alegre que parece conocer a Yuusuke y está enamorada de él, con lo que está dispuesta a hacer cualquier cosa por él. Midori narra una historia de hace tiempo acerca de dos personas que estaban enamoradas, pero cuyo amor fue prohibido en ese entonces y no pudieron permanecer juntas. Así que prometieron juntarse en otra vida futura, haciendo alusión a que Midori es la muchacha de la historia y de alguna manera conservaba sus recuerdos, mientras que Yuusuke es el muchacho, pero él no recuerda nada de dicha historia. En la segunda Ova tuvo un papel de segundo plano porque solo se les presentó en los sueños de Yuusuke (con quien tuvo sexo en el sueño) y Futaba donde tenía la intención que los dos llegaran a decirse lo que sentían el uno al otro, en el mundo real se llegaba a presentar como un fantasma que nadie podía ver más que solo hizo presencia en la parte más importante de la Ova cuando estaban Yuusuke y Futaba por confesarse y después que ellos dos tienen sexo. 
Futaba Kutsuki (朽木 双葉 Kutsuki Futaba?)
 Seiyū: Eriko Fujimaki
Futaba desempeña el papel de la "chica seria". El trío de idiotas la disgusta (especialmente Ichiban-Boshi que está loco por ella pero esta se lo corresponde a golpes) y considera a la mayoría de los chicos de Kanenone unos pervertidos. Futaba casi siempre termina golpeando al trío (incluso a veces Yuusuke), pero luego cambia su parecer hacia Yuusuke al ser rescatada por él cuando trataba de huir de la Academia. Este acto, junto con el de que le da una toalla cuando su camiseta está mojada, aumenta sus sentimientos hacia Yuusuke, y pronto Yuusuke se encuentra también atraído hacia Futaba. Durante los últimos capítulos ella llega a demostrar ser otra persona con cambiar de actitud de ya no ser seria y mala, queriendo ser otra persona totalmente diferente. Futaba es la protagonista principal en la segunda OVA donde finalmente declara sus sentimientos a Yuusuke (y de paso a tener sexo con él). Tiene una hermana menor, Wakaba. Ella llega a ser la protagonista del videojuego Green Green 3 Hello Goodbye
Wakaba Kutsuki (朽木 若葉 Kutsuki Wakabani?)
 Seiyū: Yukiko Mannaka
Hermana menor de Futaba. Ella acepta y respeta a su hermana. El rasgo característico de Wakaba es su cactus, que lo llama Togemura ( que significa literalmente Señor Espinas). Wakaba lleva a Togemura a todas partes con ella y parece poder hablarle y sentir el estado de ánimo de Togemura. Incluso utiliza a Togemura como arma para defenderse de los pervertidos, es bastante cómica y siempre tiende a hablar a veces de más se ha ganado más de una vez una regañada de su hermana por eso, Ichiban parece tener sentimientos hacia ella especialmente en el OVA. 
Sanae Minami (美南 早苗 Minami Sanae?)
 Seiyū: Saori Suzuki
Débil y tímida, Sanae parece mucho más joven que el resto de los personajes femeninos principales y está bastante débil de salud. Esto llama la atención de Tenjin, a quien le atraen las chicas tipo "pequeña hermana", a quienes él puede proteger. De hecho, Tenjin quiere que Sanae lo llame "Onii-chama", cuya traducción aproximada sería "hermano mayor", combinando los honoríficos "chan" y "sama". Sanae, sin embargo, se asusta a muerte con Tenjin pensando que es un pervertido y desea estar lo más lejos de él como sea posible. Sanae ha ido al viaje a Kanenone porque sus médicos creen que el aire fresco de la zona sería beneficioso a su salud, también se le puede ver que tiene sentimientos hacia Yuusuke (provocando fuertes celos en Tenjin).
Reika Morimura (森村麗華 Morimura Reika?)
 Seiyū: Kana Ueda
Reika es la "mejor amiga" de Midori y parece saber algo sobre la conexión entre ella y Yuusuke. Ella parece estar atenta para mantener a los dos separados, e intenta juntar Yuusuke y Futaba. Los motivos de Reika se explican cerca del final de la serie (resulta ser una mensajera del destino). Al igual que otros personajes, no está presente en el juego Hentai en que se basó la serie. La crearon como nuevo personaje para la serie de televisión. Aparte en la segunda Ova no llegó aparecer, aunque llega hacer un cameo momentáneamente cuando Yuusuke al abrir la puerta donde se había dirigido Futaba que tenía duda si alguna chica había estado antes en ese cuarto el llega a imaginarse que encontraría a Midori en ese cuarto nuevamente y al fondo se encontraba Reika cambiándose, no aparecería quizá porque Midori llegó a ser la nueva mensajera del destino de Yuusuke y Futaba en esa misma Ova .
Chigusa Iino (飯野 千種 Iino Chigusa?)
 Seiyū: Mariko Suzuki
Chigusa es la enfermera del colegio de las muchachas. Ella vino en el viaje como la supervisora de las muchachas. El trío de idiotas, especialmente Bacchi-Gu, está enamorado de la belleza de Chigusa y en especial de su trasero y de sus pechos E-Cup (copa E). Aunque debe mantener a las chicas vigiladas, Chigusa es muy tolerante y las anima realmente a que liguen con los muchachos, detalle que denota en episodios avanzados cuando ve lo que siente Futaba por Yuusuke.
Arisa Haruno (春乃亜里 Haruno Arisa?)
 Seiyū: Yoshitake Noriko
Una chica con gafas, descarada y de trenzas largas que tiene pensamientos vividos de fantasías sexuales desearía tener con un Bishōnen, su papel en el anime llega a ser un alivio cómico que llega a darle a las chicas, a pesar de sus atributos físicos llega a llamar la atención al Trío de Idiotas de vez en cuando, cuando llegan a verla directamente a los ojos es más que suficiente para llegar a poner fin a sus ideas perversas que tengan en mente. No se sabe con exactitud si llega a estar enamorada de Bacchi-Gu, en el capítulo 4 (Incursión en el pabellón de las chicas) donde Arisa llega a tener sexo con Bacchi-Gu accidentalmente porque estaba sonámbula llegando a creer que estaba con un chico hermoso y Bacchi-Gu creyendo que ella era la enfermera Chigusa. En la primera Ova se pudo ver que Bacchi-Gu llegaba a escondidas a llegarle a tocar los pechos a Arisa, donde quizá estaba dando entender que le gustaba no importando si era muy fea aunque al final de esa misma Ova cuando Bacchi-Gu llegó a mostrar que tenía una prenda íntima de Arisa, ella llegó a creer que si tenía eso porque estaba enamorado de ella el cual lo persigue hasta llegarlo atrapar y besarlo. Aunque la Ova no llega a ser parte de la serie de televisión, sin embargo en el videojuego del Green Green, tanto el de PC, DVD llega a demostrar que Bacchi-Gu si estaba interesado en Arisa, porque en el videojuego llega a expresarle sus sentimientos accidentalmente porque a la persona que iba a expresárselo era a Chigusa pero accidentalmente fue a Arisa Haruno que se los expresó, el cual llegó a enamorarse de él de a paso empezar a salir con Bacchi-Gu, llegando a entender que el suceso de la primera Ova llegaría a ser una clara referencia a que los dos llegaban a ser pareja a pesar de que en el anime no se pudo comprobar. Sin embargo en la versión de PlayStation 2 del Kanenotic Dynamic llega a contradecir ese argumento donde la pareja no es Bacchi-Gu si no Yuusuke en ese juego, pero se debe destacar que ese videojuego llega a ser solamente una historia alternativa y no era parte de la continuación del primer título porque Yuusuke quien llega a ser su pareja es Futaba, sin embargo el videojuego del Green Green 3 Hello Good Bye llega a demostrar nuevamente que Arisa Haruno y Bacchi-Gu seguían siendo pareja donde llegaban a demostrarlo al intercambiarse diálogos amorosos entre ellos dos donde el llegaba a llamarla de cariño Fea Haruno, Honey y Darling (Cariño en japonés), la palabra típica de Arisa a Bacchi-Gu era Darling tal y como lo demostró en la primera Ova y en los videojuegos, sin olvidar que en uno de los finales se puede ver a Arisa y Bacchi-Gu llegan a casarse. En la segunda Ova Arisa llega hacer un cameo casi al final donde aparece llegando a la escuela Kanenone Gakuen y donde ella explica el porqué llegó tarde que se había perdido pero al llegar le explican que tenían que marcharse e ir de vuelta nuevamente a su instituto, ella tuvo un papel menor y estuvo ausente en casi toda la Ova.

### El trío de Idiotas
El trío de Idiotas (伊集院忠知  baka trio?)
Estos tres personajes se destacan como la parte cómica de la serie, son unos pervertidos de manera exageradamente extrema a tal punto de hacer cualquier cosa por ligar con una chica, además de ser unos enfermos mentales cada uno a su propia manera, el trío lo conforman:
Tadatomo Ijūin, Bacchi-Gu (伊集院忠知/バッチグー Ijūin Tadatomo/Bacchi Gū?)
 Seiyū: Kazunari Tanaka
El líder evidente del trío de idiotas Bacchi-Gu, tiene exceso de peso y es un pervertido que no tiene ninguna vergüenza. La llegada de muchachas hermosas a Kanenone parece mandarlo fuera de control. Hace cosas tales como beber el agua de baño donde las chicas se bañaron hace pocos minutos, se siente atraído por la enfermera Chigusa Iino y por Reika Morimura. En la primera Ova llegaba a ser atraído por Arisa Haruno el cual de forma directa se lo llega a demostrar llegando a tocar los pechos y estarla espiando cuando jugaba tenis y al final de la misma Ova llegando a tener una prenda íntima de Arisa el cual pensó que estaba enamorada de ella y lo persigue enamoradamente para después besarlo, aunque la primera Ova no es parte de la serie de Tv, pero en el videojuego del Green Green llega a dejar en claro que la referencia de la primera Ova es válida que los dos se identificaban como pareja, porque Bacchi-Gu llega a expresarle sus sentimientos accidentalmente a Arisa el cual ella se enamora de él y tuvo que llegar a salir con ella a ese suceso y ser su pareja. Bacchi-Gu es considerado la relevación cómica de la serie (aunque la serie es sobre todo comedia) y es la mascota masculina de Green Green.
Hikaru Ichiban-Boshi (一番星光 Ichiban-Boshi Hikaru?)
 Seiyū: Jin Domon
Traducido literalmente como "Estrella brillante número uno," Ichiban-Boshi es el que tiene mala suerte en el grupo de idiotas. Él es quizás el menos pervertido de los tres, pero no obstante sigue siendo pervertido. Trata de ligar con las mujeres por medio de lo que aprende de los libros del Dr. Tanaka (sin ningún éxito claro), y la chica que le atrae es Futaba Kutsuki (que siempre se lo arremete a golpes) y en la segunda OVA es atraída por su hermana Wakaba debido a que el llegó a darse cuenta en esa misma ova, Yuusuke estaba interesado en querer algo con Futaba el cual el mejor decidió ya no querer nada con ella y no interponerse en el camino de Yuusuke.
Taizo Tenjin (天神 泰三 Tenjin Taizou?)
 Seiyū: Kenji Hamada
Él sueña con tener una muchacha joven que lo considere un hermano mayor, y entonces ella dormirá al lado de él... mientras que él la huele y come arroz al mismo tiempo (una broma que se refiere a la palabra "okazu", que significa "comida" y "porno"). El aspecto joven y débil de Sanae lo ha atraído inmediatamente hacia ella, pero Sanae no desea nada con Tenjin (de hecho ella le tiene mucho miedo).

## Otros personajes
Hotta Kenichi (堀田 健一 Kenichi Hotta?)
 Seiyū: Hiroshi Kamiya
Por parte del Presidente llegó a ser elegido como el líder o "Souchou", nadie se atreve a contradecir sus órdenes porque resultaría ser incómodo, el siempre esta pendiente de que las reglas de la Escuela se lleguen a cumplir y que no hagan nada malo los chicos a las chicas, su forma de hablar llega a ser ronca el cual espanta a las mujeres al escuchar su voz y se asustan de él, cada vez que el trío de idiotas llegaban a hacer algo malo para espiar el dormitorio de las mujeres llegaba a golpearlos en la nariz dejándolos sangrados, él fue uno de los responsables en poner a prueba a Yuusuke y Futaba cuando el trío de idiotas llegaron a espiar cuando se estaban bañando en las aguas terminales en llegar a encontrar la llave del lugar de la entrada principal, en el primer videojuego del Green Green llegaba a tener una playera tipo camuflaje de soldado donde quizá se da a entender que llegó a estudiar alguna escuela militar, en la primera Ova también demostró llegar a ser una persona estricta al saber que un chico había hecho algo pervertido con una chica y llegaba a golpear en la cara a esa persona (incluyendo a Yuusuke), en la segunda Ova por razones desconocidas no aparece quizá porque ya no llegaba a ser más el líder como paso en los próximos videojuegos que se dijo que ya no estaba más a cargo.
Yasushi Todoroki (轟 やすし Todoroki Yasushi?)
 Seiyū: Akio Takahashi
Es el profesor de Matemáticas de la Escuela, siempre tiene un carácter bastante irritante más que todo cuando alguno de sus alumnos no llega a prestarles atención a la hora de clases, llega a tener a la mano una caldera de bronce, siempre llega a tener todo el tiempo hasta la hora que imparte clases, llega a utilizarla contra el alumno que no llega a estar atento a lo que el llega a explicar en clase y llega a pegarle con el y hasta ciertas veces llegándolo a lanzar desde donde se encuentra y a veces llega a fallar y el golpe de la caldera llega a recibirlo otro individuo de forma inocente, el siempre llega a ser una persona que llega a ser considera como un guardián de la moral y como un halcón que llega a cuidar de la escuela por las noches. En las dos ovas que llegaron a desarrollar no llegó aparecer por razones desconocidas.
Kenta Koyasu (子安 ケンタ Koyasu Kenta?)
 Seiyū: Akio Takahashi
Su apodo es Doku Gas que significa (Gas Venenoso), su nombre solamente llega a ser escuchado en los videojuegos que ha aparecido en todos, uno de los personajes más extraños de esta serie, se le nota que todo el tiempo llega a tener una mirada fría de forma inclinada de 45 grados y un pelo algo corto, le gusta estar en los lugares obscuros más que todo para estar escondido ciertas veces, a pesar de su apariencia no es rechazado por el grupo de estudiantes activos, sin embargo nunca llegan a hacer caso de él y más cuando él se encuentra con ellos, ha sido objeto de llegar a recibir accidentes de forma inocente, ciertas veces hasta Arisa Haruno llega a asustarse de él por su apariencia, desde la primera vez que lo vio el durante la estancia de las chicas en la escuela llega a encargarse de llegar a fotografiar en el festival de verano, en el videojuego llega a describirse que el tomo la apariencia extraña por haber llegado a estar encerrado en un armario con gas venenoso por venganza a la intimidación, el hospital llegó a sugerir que fuera al Kanenone Gakuen que le haría bien, este personaje cuando habla lo hace de forma de murmuro, el a estado presente en las dos Ovas aunque en la primera se pudo apreciar más porque en la segunda Ova solamente hizo un cameo momentáneo que se encontraba afuera de la enfermería. Un detalle curioso que este personaje tiene un peinado parecido al personaje de Los Simpson Dolphin "Dolph" Starbeam que llega a tener cubierto el ojo izquierdo con el pelo, se desconoce si ese ojo llegara a tenerlo porque todo el tiempo lo tiene tapado, inclusive en uno de los finales del videojuego Green Green 3 Hello Goodbye llegaba a tener corto el pelo y aun así todavía se podía ver que tenía tapado el ojo izquierdo.
Los tres monitos (スリーモンキーズ?)
Se trata de tres monos que viven en el bosque a las afueras del Kanenone Gauken, su apariencia es casi idéntica al trío de idiotas que poseen cualidades iguales al rostro y el pelo, aparecen por primera vez en el capítulo 6 "Sube La Temperatura En El Gimnasio" ellos aparecen en el lugar donde Midori y Yuusuke encontraron unas aguas termales en una casa de madera cuando se ocultaban de la lluvia, al estar juntos en las aguas termales, Yuusuke se dio cuenta de la presencia de los tres monos y al verlos los relacionó con el trío de idiotas que los estaba espiando. 
Ellos vuelven aparecer en el capítulo 9 "Caminando en el Kimodameshi". Cuando Chigusa propuso una prueba en una noche donde elegían por números a parejas de dos personas, Midori lse dio cuenta de que los monos querían hacerle algo pero se defiende, golpea a los tres y se retiran, cuando Midori iba a buscar a Yuusuke se le aparece Reika para no dejarla continuar. Midori observa que los monos están dispuestos a ayudar a su "Hermanita" retrasando e neutralizando la actividad de Reika, efectuándole diversas maniobras sexuales, tales como "Meterse debajo de la falda", etc. De igual modo aparecen en el capítulo 12 "Adiós Kanenone". En este capítulo tienen un papel importante, porque llegan a aparecérsele a Midori cuando llega a pedir ayuda cuando Yuusuke quedó inconsciente al caer al barranco para evitar que Midori recibiera el golpe en la cabeza, ellos llegan a ir a la fiesta de despedida de las chicas y llegan a buscar al trío de idiotas y el que se parecía a Bacchi-Gu llegó a quitarle sus lentes y se los pone para llevarlos donde se encontraba Midori y Yuusuke donde llegan a rescatarlos, Su última aparición fue en la Segunda Ova de Erolutions donde se pudo observar que se llegaron aparecer en el sueño de Yuusuke cuando se encontraba en la casa de madera y donde los tres monitos llegaron asomarse a la ventana observando que Yuusuke y Midori llegaban a tener sexo y ellos llegaban a emocionarse por verlos.

## Media

### Anime

#### Lista de episodios
| Episodio | Título                       | Título                                  | Título                                  | Título | Título |
| Episodio | Kana/kanji                   | Inglés                                  | Español                                 |        |        |
| 01       | 山奥でどっきどき             | Excitement in the Woods!                | ¡Excitación en el Bosque!               |        |        |
| 02       | 露天風呂ですってんころりん   | A fall into the bath.                   | Lío en los baños.                       |        |        |
| 03       | 森の中でどっこいしょ         | Hard times in the forest.               | Problemas en el bosque.                 |        |        |
| 04       | 女子寮でてんてこまい         | Troubles in the girl's dorm.            | Incursión en el pabellón de las chicas. |        |        |
| 05       | 保健室でばったんきゅー       | Fall Down in the Infirmary              | Desastre en la enfermería               |        |        |
| 06       | 体育倉庫であっちっち         | Hot Hot in the Preparation Room.        | ¡Sube la temperatura en el gimnasio!    |        |        |
| 07       | プールサイドでびっしょびしょ | Soaking Wet by the Pool.                | Empapados en la piscina.                |        |        |
| 08       | 朝風呂ですったもんだ         | Morning Bath Fuss.                      | Ajetreado baño matutino.                |        |        |
| 09       | 肝試しですたこらさっさ       | Walking Right Ahead in the Kimodameshi. | Caminando firmemente en el Kimodameshi. |        |        |
| 10       | 図書室でどったんばったん     | Stumbling Around in the Library.        | Tropezando alrededor de la biblioteca.  |        |        |
| 11       | 運命にふにゃふにゃ           | Weakened to Destiny.                    | Debilitado frente a su destino.         |        |        |
| 12       | 鐘ノ音にサヨウナラ           | Goodbye to Kanenone.                    | Adiós Kanenone.                         |        |        |

## OVAs
En el 2003 salió un OVA de Green Green. No tiene relación con la serie de televisión. Es una historia alternativa en donde son los estudiantes de Kanenone, los que visitan la escuela de las chicas. Esta OVA fue criticada por su animación que era un poco anticuada, así como que la mayoría de los personajes perdían el carisma que tenían en la serie.
Otra OVA titulada Green Green: Erolution (グリーングリーン エロリューションズ Gurīn Gurīn Erorūshonzu?) fue realizada en el 2004 como el decimotercero episodio y que concluía la historia de la serie. Esta OVA ha sido considerada como un Hentai ya que se puede ver a Yuusuke teniendo relaciones Sexuales con Midori y después con Futaba.
También salieron Tres OVAS especiales en DVD se publicó en Japón bajo el título de Green Green Characters; siendo el primero...
- ...La historia de "Sanae y Wakaba" que fue puesto en venta el 19/Noviembre/2003.

- Después saldría la historia de "Futaba y Chigusa" que fue puesto en venta el 17/Diciembre/2003.

- Por último salió la historia de "Midori y Reika" que fue lanzado 21/Enero/2004.

Cada DVD de Green Green Characters incluye una breve historia de 8-10 minutos en las que incluyen una escena de sexo o desnudos de los dos personajes femeninos mencionados, un vídeo musical para el título de cada uno de los personajes, y otros extras, con un total de tiempo de ejecución de 33 -38 minutos cada uno. En América del Norte Media Blaster aprobó la liberación de la mayor parte del contenido de los DVD de caracteres se pueden encontrar en los extras de cada DVD.

## Música
Opening
- "Guri Guri" por Hiromi Satou.

Ending
- "Aozora" por YURIA.

Banda sonora
- "Green Green Original Soundtrack" por Mitsumune Shinkichi.